# 銀色 (ゲーム)
『銀色』（ぎんいろ）はねこねこソフトによるアダルトゲーム。
『White 〜セツナサのカケラ〜』に続く、ねこねこソフト第2作。この作品により、ねこねこソフトは知名度を上げた。
無印版は2000年8月31日に発売された。初回版はグッズなどが入った「ねこ缶」が付属。キャラクターデザインは白凪マサがメインとなっていた。英語モードという英語で文章・音声が楽しめる機能がついている（『銀色 完全版』では音声機能のみ削除）。
1年後の2001年8月31日には、加筆修正、CG・BGMの追加を施して一部キャラクターのボイスを追加した『銀色 完全版』が発売された。追加CGなどは秋乃武彦、綾瀬悠らによるもの。本来の媒体はDVD-ROMだが、パッケージにはDVDドライブ非所有のユーザー向けにCG画質を抑えて容量削減したCD-ROM（2枚組）も同梱されている。また、無印版を購入して付属のハガキを送った者には、『銀色 完全版』（パッケージ版）のDVDが無料配布された。
『銀色』の続編ストーリーになっている『朱 -Aka-』では、『銀色』の未プレイユーザーをフォローするため、「おかえしCD5」に『銀色 完全版』（ボイス無し版）が同梱された。
2005年11月25日には、オフィシャル通販のみで『銀色 完全版』のWindows XP対応版が期間限定で発売された。
2008年11月30日には、オフィシャル通販にてWindows Vista対応版が発売された。
2009年6月30日には、オフィシャルダウンロードストアにてダウンロード版が発売された。
キャッチコピーは、「眩しかった日のこと…そんな夏の日のこと…」。

## 概要
どんな願いでも叶うという伝説がある『銀糸』を核に、それに関わった人々の物哀しい物語。4章（完全版は5章）から成るオムニバス形式で、それぞれ時代が大きく異なるが、各章の物語は他の章と密接な関わりがある。
本編ではギャグを一切排除し、一貫してシリアスな空気で統一されている。しかしクリア後のおまけでは一変し、シュール＆コミカル調になる。
言語を選択可能となっており、ゲーム開始時に「日本語版」か「英語版」かを選択することによってゲーム内のテキストとボイスが変化する。また、地の文やキャラクターの台詞が映画の字幕風に画面下部に1行ずつ表示されるなど、全体的に映画を意識した作りになっている。

## 登場人物と物語
『銀糸』の伝説は、御伽噺として広まっている。美しく煌く1本の銀糸があり、それを手にした者はどんな願いも叶うという。

### 第1章『逢津の峠』
時代は平安時代と思われる。
ヒロイン
名無しの少女(CV綾川りの)
物心つく前から女郎屋にいる少女。物語が進むと「あやめ」と呼ばれるようになるが、後に本名も「あやめ」であると取れる一文がある：第5章『錆』こずえの物語参照)
主人公
主人公は、一人の野武士。最初は名がわからないが、後に「儀助」と語る。縄張りとする峠で、通行人を殺し、食料を奪って日々を惰性で生きている。そこに“なんとなく”女郎を抜け出した『名無し』が通りかかる。『名無し』は何故か彼と行動を共にし始め、彼も彼女を追い払いきれないでいた。ある日、いつものように食料を奪うため通行人を殺したところ、『名無し』はその荷物から、赤い糸を見つけ出し、それを髪に結わえた。それを見て主人公は、『どんな願いも叶う』銀色の糸の話を思い出す。

### 第2章『踏鞴の社』
時代は鎌倉時代と思われる（石切の物語と第2章の物語内で、久世氏の代で見て第一章から数代後とされる）。
ヒロイン
狭霧(CV籐野らん)
主人公
主人公「久世頼人」は、やんごとなき家柄の三男坊。しかし、そりの合わぬ兄2人と揉めてしまい、ほとぼりが冷めるまで地方へ出向するよう父に命じられた。そして、滞在先の神社で神主に面倒を見てもらっている少女「狭霧」と出会う。狭霧や、彼女の弾く琴、彼女から聞く神社に伝わる『どんな願いも叶うもの』の話、彼女に懐く近くの村の子供達などと平穏な時間を過ごす頼人であるが、ある噂を耳にする。村では洪水への対策として堤防の工事を急いでいるが、その仕上げとして人柱を立てるという。その役目を負うのが、ほかでもない狭霧であるという噂だった。

### 第3章『朝奈夕奈』
時代は大正時代あたりと推測される。
ヒロイン
佐々井朝奈(CV綾川りの)
姉の夕奈（CV藤沢智子）と妹の朝奈は、両親が遺した食堂『佐々井亭』を、夕奈は店長兼料理人として、朝奈は接客担当として切り盛りしていた。しかし朝奈は、そんな日々に忙殺され、夕奈が女としての幸せを逃してしまうのではないか、と懸念を抱いていた。そこで朝奈は、母親の形見『どんな願い事も叶う首飾り』に祈り、結果として夕奈は、坊ちゃん育ちの帝国陸軍近衛将校である鍋島志朗と出会うことになる。しかしその出会いが、夕奈を変貌させていき…。

### 第4章『銀色』および第5章『錆』
時代は現代。
ヒロイン
篠崎あやめ （通称「銀子」）(CV狩奈まえ)
父親の経営する喫茶店のウェイトレス。父親の名前は篠崎仁志(しのさき・ひとし)。
主人公
大学生の三井真也は、たまたま訪れた喫茶店であやめと出会う。彼女は言葉が喋れず、常にホワイトボードで会話をする。その後日、悪漢に絡まれているのを助けたことで、2人の交友は始まった。ある日突然しゃべれなくなり、カウンセリングに通っても治らず、その事で落ち込みがちなあやめを、三井は対等の存在として接し、だんだんと2人の仲は縮まっていく。そしてある日、三井は彼女の髪に結われている、銀色の糸を見るのだった。

#### 幕間およびその他
第5章『錆』として一つの物語となっている。
時代はさまざまだが、主に第1章の前後。
『完全版』にて追加された、プロローグ、各章との幕間、エピローグとして挿入される一続きの物語。これにより『銀色』でのミッシングリンクが解消される。
ヒロイン1
石切（いすな）(CV夏海萌)
主人公
主人公の久世はさる地方領主。彼は領地が旱魃に悩み、餓死者が出た際、“大きな犠牲”を払って手に入れた『銀糸』で解消。その後、悪用されぬように封印しようとする。しかし石切は『銀糸』を使ってより多くの人々を救いたいと思っており、久世に食い下がる。
ヒロイン2
こずえ(CV間瀬洋子)
石切の物語に付属する物語。第一章のヒロインである「名無し」の謎に迫るものと取れるが、実際の因果関係が明示されるわけではなく、全ては語られない。こずえには姉があり、この姉が物語の上で重要な役割をになう。
主人公のこずえは石切と同時代人（恐らく同年代）で、農家の二人姉妹の妹。旱魃が原因で父母が死亡し、姉と共に途方に暮れたこずえだったが、姉が止む無く売春婦となり、何とか食い繋いでいた。しかし頼りの姉は子を孕み、その後、疫（何らかの性病と思われる）のため、こずえと産んだ子（女児）を残し彼女らの元を去ってしまう（彼女の最期は石切の物語で語られる事となる）。こずえは子のために街へ出ようとするが多くの困難が待っていた。

## 各章の関連性について

### 各章時間的連関解説
1. 吉備大井跡（きびのたいら）の物語
2. こずえの物語
3. 第一章
4. 石切の物語
5. 第二章
6. 第三章
7. 第四章
8. （おまけ）

### 各物語同士の関連性
1. 石切の物語と吉備大井跡の物語：プロローグにおいて、久世が渓に咲くあやめの花を見て大井跡とあやめのことについて回想
2. 石切の物語とこずえの物語：プロローグにおいてこずえの姉の死亡に際し、かつて彼女の出産を手伝ったことを思い出す。（その記憶はこずえの物語で実際に語られる）
3. 第一章とこずえの物語：こずえの姉の出産した「あやめ」が第一章に登場する「名無し」である可能性（作中では匂わせる程度で真相は語られない）
4. 第二章と石切の物語：石切が久世の意思を尊重し鷺宮神社に奉納した「銀糸を隠した琴」を狭霧が発見する
5. 第四章とその他の物語（こずえの物語を除く）：銀糸に込められた想いとして終盤登場

### 編年体式本編解説
- 久世治世中に大規模な旱魃が発生
- 第四章『銀色』
  - 吉備大井跡に銀糸の法を行う命が下される
  - 吉備大井跡、あやめと出会うー銀糸作成の手伝いを任せる
  - 吉備大井跡、あやめを娶る
  - あやめ、吉備大井跡死亡→銀糸完成、久世銀糸により旱魃治める。
- 第五章『錆』
  - こずえ両親旱魃で死亡 - こずえの物語より
  - こずえ姉「あやめ」出産 - こずえの物語より
  - 久世銀糸を預けていた豪族の屋敷より持ち帰る - 石切が都へ出る - プロローグ参照
  - こずえ姉死亡 - プロローグ参照
  - こずえ死亡 - 「あやめ」「名無し」として引き取られる（第一章の「名無し」と思われる） - こずえの物語より
- 年月の経過（十数年？）
- 第一章『逢津の峠』
  - 「名無し」廓に入れられる
  - 「蛍」廓に入れられる
  - 「蛍」自殺
  - 「名無し」廓抜け
  - 「名無し」儀助と出会う
  - （久世、銀糸を商人に運ばせる）
  - 儀助が銀糸運搬中の商人を殺害 - 「名無し」銀糸を拾う
  - 儀助が久世の銀糸奪還の命を受けた郎党を殺害 - 「名無し」背中に傷を負う
  - 「名無し」死亡
- 第五章『錆』
  - 久世、石切と共に銀糸捜索に旅立つ
  - 石切の活躍により銀糸発見
  - 五行博士の命と思われる追っ手の手に掛かり石切死亡 - 久世代償を払い銀糸の力で石切を蘇らせる - 久世死亡
  - 石切、銀糸を琴に隠し、鷺宮神社に琴を奉納
  - 石切、彼の地へ旅立つ
- 久世の代で数代が経過
- 第二章『踏鞴の社』
  - a. 大水の発生により狭霧両親死亡（謀殺説も）
    - 狭霧鷺宮神社へ預けられる

  - b. 久世跡目相続争い発生
  - c. 狭霧堤防の贄（人柱）になることが謀略により決定

（以上3項目時代順不明）
  - 久世頼人、左遷により鷺宮神社に - 狭霧と出会う
  - 頼人、ふとした切っ掛けにより踏鞴の鉱山に近い、川の堤防が気になる
  - 頼人、神社に伝わる「何でも願いを叶える」モノの存在を知る
  - 頼人、狭霧が琴を奏でていることを知る
  - 頼人、堤防に贄を捧げること、贄が狭霧であることを知る
  - 頼人、鷺宮神社神主、一輔（かずすけ）より、堤防の贄に関する詳細と「他人の気持ち」について教わる
  - 頼人と狭霧が一晩を過ごす
  - 狭霧贄として死亡
- 時代の経過
- 第三章『朝奈夕奈』
  - 佐々井姉妹の父母死亡
  - 七年経過
  - 朝奈、姉に男を宛がおうとする
  - 鍋島志郎登場
  - 姉妹間にいざこざ発生
  - 夕奈死亡
- 時代の経過
- 第四章『銀色』
  - 篠崎あやめ銀糸を拾う
  - あやめの母死亡
  - あやめ失語症に
  - 三井登場
  - 三井あやめに告白
  - あやめ失語症克服
  - 銀糸 - 消滅
- 本編了

## スタッフ・主題歌
- 原画：綾瀬悠、白凪マサ、秋乃武彦、葵渚
- シナリオ：片岡とも（第1章）、ヤマタカユウキ（第2章）、高嶋栄二（第3章）、ALFRED（第4章）
- 音楽：えび、SIMO、443、よしお、MANYO（完全版）
- 監督: 片岡とも

無印版
OPテーマ「こころのゆくさき」
作詞＆作曲：SIMO、歌：佐藤裕美
EDテーマ「忘れ物、見つけた」
作詞：せいやん、作曲：Ebi、歌：佐藤裕美
完全版
主題歌「ぎんいろ」
作詞：片岡とも、作曲＆編曲：MANYO、歌：達見恵